# Бургос (провінція)
Бургос (ісп. Burgos) — провінція на півночі Іспанії розташована в автономному співтоваристві Кастилія-і-Леон. Адміністративний центр — місто Бургос.